# Rutherford College
Rutherford College es un pueblo situado en el condado de Burke, Carolina del Norte, Estados Unidos. Tiene una población estimada, a mediados de 2023, de 1217 habitantes.

## Geografía
La localidad está ubicada en las coordenadas 35°45′06″N 81°31′37″O / 35.75167, -81.52694 (35.751711, -81.527004). Según la Oficina del Censo, tiene una superficie de 5.98 km², correspondientes en su totalidad a tierra firme.

## Demografía
Según el censo de 2020, en ese momento la localidad tenía una población de 1226 habitantes. La densidad de población era de 205.02 hab./km².
| Raza                   | Núm. | Porc.  |
| ---------------------- | ---- | ------ |
| Blancos                | 1122 | 91.52% |
| Afroamericanos         | 17   | 1.39%  |
| Amerindios             | 3    | 0.24%  |
| Asiáticos              | 30   | 2.45%  |
| De otras razas         | 23   | 1.88%  |
| De una mezcla de razas | 31   | 2.53%  |

Del total de la población, el 2.94% eran hispanos o latinos de cualquier raza.